# Ідзумі Міюкі
Ідзумі Міюкі (яп. 泉 美幸; нар. 31 травня 1975) — японська футболістка. Вона грала за збірну Японії.

## Клубна кар'єра
У 1989 році дебютувала в «Tokyo Shidax LSC». В 1996 року вона перейшла до «Судзуйо Сімідзу ФК Лавелі». У 1999 року підписала контракт з клубом «Ніппон ТВ Белеза». Наприкінці сезону 2006 року вона завершила ігрову кар'єру.

## Виступи за збірну
Дебютувала у збірній Японії 16 травня 1996 року в поєдинку проти США. У складі японської збірної учасниця Літніх олімпійських ігор 1996 року. У 1996 році зіграла 5 матчів в національній збірній.

## Статистика виступів
| Збірна Японії | Збірна Японії | Збірна Японії |
| Рік           | Матчі         | Голи          |
| ------------- | ------------- | ------------- |
| 1996          | 5             | 0             |
| Загалом       | 5             | 0             |